# Сумська міська галерея
Сумська міська галерея  — новітній культурний заклад м. Суми, утворений з метою ознайомлення сум'ян та гостей міста з різними видами та напрямками сучасного мистецтва, у першу чергу образотворчого. Галерея є структурним підрозділом (відділом) комунального підприємства «Агенція промоції «Суми» Сумської міської ради.

## Діяльність
Головним завданням галереї є розширення, розвиток і популяризація культурного простору міста шляхом реалізації виставкових проєктів та проведення культурологічних заходів, а також залучення до культурного процесу якомога більшої кількості вікових, професійних, соціальних груп. Разом із показом витворів традиційного художнього мистецтва (живопис, графіка, скульптура, кераміка, фотографія), виставкова діяльність включає й сучасні форми та техніки: інсталяції, цифрове мистецтво, відео арт, стрит-арт  тощо. Значну частину експозиційного контенту складають роботи сумських авторів, проте періодично виставляються й митці з інших регіонів України. Галерея має власну колекцію творів сучасного мистецтва, засновану на пожертвуваннях та подарунках авторів. 
Крім виставкових проєктів, Сумська міська галерея є місцем проведення інших значних для культурного життя міста заходів — творчих зустрічей, поетичних читань, невеличких концертів та кінопоказів, дитячих програм тощо.